# Nvram
NVRAM  (Non-volatile random access memory) er det generelle navn anvendt til enhver type ram som ikke taber sin data, når spændingsforsyningen til den slukkes. I modsætning hertil kræver dram og sram vedvarende spændingsforsyning for at hindre hukommelsestab.
Bruges oftest i Switch, og Routere, så instillinger/konfigurationer ikke bliver tabt, hvis strømme skulle gå.
Den bedst kendte form for nvram i dag er flash-lager.
Nvram findes i f.eks. indlejrede systemer (routere, opvaskemaskiner,...), som indeholder bl.a. opstartskonfigurationer.